# Matt Pavelich
Matthew "Matt" Pavelich, född 12 mars 1934, är en kanadensisk före detta ishockeydomare som var linjedomare och verksam i den nordamerikanska ishockeyligan National Hockey League (NHL) mellan 1956 och 1979. Under sin domarkarriär i NHL dömde han 1 727 grundspelsmatcher och 245 slutspelsmatcher (Stanley Cup).
Efter domarkarriären arbetade han bland annat inom ledningsgruppen för NHL:s domarbaser Scotty Morrison, John McCauley och Bryan Lewis, han lämnade NHL 1994. Pavelich blev senare domarbas för United Hockey League (UHL).
År 1987 blev han invald till Hockey Hall of Fame, första linjedomaren att göra den bedriften.
Pavelich är yngre bror till Marty Pavelich, som spelade i NHL mellan 1947 och 1957 och vann fyra Stanley Cup.